# Stiefan Zikiejew
Stiefan Iwanowicz Zikiejew (ros. Стефан Иванович Зикеев, ur. 1892 w słobodzie Jamskaja w guberni kurskiej, zm. 1966) – funkcjonariusz radzieckich służb specjalnych, podpułkownik.

## Życiorys
Syn białoruskiego chłopa. Od września 1912 do grudnia 1917 służył w rosyjskiej armii, od marca 1918 żołnierz Armii Czerwonej, od maja 1919 do lutego 1922 dowódca kompanii. Od lutego 1922 w GPU, od sierpnia 1923 do stycznia 1925 kursant 1 transportowej szkoły OGPU ZSRR, od 1925 członek WKP(b), od 1 października 1930 do 8 kwietnia 1933 pełnomocnik Sekcji Tajno-Operacyjnej Wydziału Transportowego OGPU ZSRR. Od 8 kwietnia 1933 do 10 lipca 1934 pełnomocnik działu kolejowego Wydziału Transportowego OGPU ZSRR, od 10 lipca 1934 do grudnia 1936 pełnomocnik operacyjny Oddziału 3 Wydziału Transportowego NKWD ZSRR, od 14 grudnia 1935 starszy porucznik bezpieczeństwa państwowego, od grudnia 1936 do października 1937 pełnomocnik operacyjny Oddziału 3 Wydziału 6 Głównego Zarządu Bezpieczeństwa Państwowego. Od października 1937 do kwietnia 1938 pełnomocnik operacyjny Oddziału 14 Wydziału 6 Głównego Zarządu Bezpieczeństwa Państwowego, od kwietnia do września 1938 pełnomocnik operacyjny oddziału Wydziału 1 Zarządu 3 NKWD ZSRR, od września 1938 do 9 września 1939 pełnomocnik operacyjny Wydziału 1 Głównego Zarządu Transportowego NKWD ZSRR, 21 kwietnia 1939 awansowany na kapitana bezpieczeństwa państwowego. Od 9 września 1939 do 22 sierpnia 1940 szef Oddziału 16 Wydziału I Głównego Zarządu Transportowego NKWD ZSRR, od 22 sierpnia 1940 do 5 maja 1943 szef Wydziału Przewozów Kolejowych i Wodnych NKWD ZSRR, 11 lutego 1943 mianowany podpułkownikiem bezpieczeństwa państwowego, od 1 lipca 1943 do 20 kwietnia 1953 szef Wydziału Przewozów Gułagu NKWD/MWD ZSRR, od 20 kwietnia 1953 do 20 marca 1954 szef Wydziału Przewozów Gułagu Ministerstwa Sprawiedliwości/MWD ZSRR, następnie zwolniony ze służby.

## Odznaczenia
- Order Lenina (dwukrotnie)
- Order Czerwonego Sztandaru (dwukrotnie - 3 listopada 1944 i 20 marca 1952)
- Medal jubileuszowy „XX lat Robotniczo-Chłopskiej Armii Czerwonej” (1938)

I 4 medale.